# Рубинский, Константин Сергеевич
Константи́н Серге́евич Руби́нский (род. 20 марта 1976) — российский поэт, драматург, либреттист, литературный, театральный, музыкальный критик, педагог.
Член Союза писателей России. Член Союза театральных деятелей России.
Автор восьми спектаклей-лауреатов Всероссийской национальной театральной премии «Золотая маска», из них пять спектаклей — победители в номинации "Лучший спектакль".
Лауреат Российской национальной премии «Музыкальное сердце театра» (2022).
Лауреат Международного конкурса учителей (2001, I Место, награда «Золотой Глобус»). Лауреат премии им. М. Клайна. Лауреат премии «Золотая Лира» (2008). Лауреат премии «Светлое Прошлое» (2023). Лауреат национальной Большой оркестровой премии "440 Герц" (2025).
Победитель конкурса «ТОП50» в номинации «Культура и искусство» (2016).
Лауреат премии Правительства Санкт-Петербурга в области культуры и искусства (2022). Неоднократный лауреат Государственных губернаторских премий.
По версии «Российской газеты» — самый востребованный драматург музыкального театра в 2022 году.

## Биография и поэтическая деятельность
Родился в семье уральских интеллигентов. Отец — Сергей Александрович Гржебинский, литератор, журналист. Мать — Наталья Борисовна Рубинская — поэт, педагог, музыкант. Рано начал писать стихи, удостоен ряда наград и премий. Публиковался в газете «Неделя», журналах «Пионер», «Светлячок», «Урал», «Детское творчество», «Мы», «Юность». С 1988 года — стипендиат Детского фонда и Фонда культуры. С 1990 года — стипендиат Межрегионального благотворительного фонда «Новые имена». Лауреат первого Всероссийского детского фестиваля культуры и спорта (I место в поэтической номинации и конкурсе композиторов). Лауреат Международного фестиваля «Рыцари СпАрта» (1991). В 1994 году окончил Челябинский музыкально-педагогический колледж им. П. И. Чайковского по классу флейты, а в 2001 — Литературный институт им. А. М. Горького в Москве. Печатал подборки стихотворений в региональных журналах и сборниках. Первая книга — «Фантазия для души с оркестром» — вышла в 1992 году. В 1997 году вышел сборник стихотворений «Календарные песни». В 1999 году принят в члены Союза писателей России. В 2000-е годы занимался музыкальной, педагогической, драматургической деятельностью, автор многочисленных либретто, мюзиклов, постановщик спектаклей, участник множества творческих проектов, активный культуртрегер. Поэзия К. С. Рубинского публикуется на страницах региональных и федеральных изданий, в 2009 году выходит сборник «Развязка». Стихи Константина Рубинского входят в региональные учебники для школ «Литература. Россия. Южный Урал». Лауреат конкурса «Южноуральская книга-2013» в номинации «О детях для взрослых». Включен в «Антологию современной уральской поэзии». Участник антологии «Русская поэтическая речь-2016». Своим любимым поэтом называет Александра Кушнера. Исследователи отмечают успешность его выступления в жанре видеоарта. Видеоклип на стихотворение «Офелия» (режиссёр А. Богомолова) вошел в шорт-лист Международного Волошинского фестиваля. Участник Пермского поэтического фестиваля СловаNova. Выступает как литературный, театральный, музыкальный критик. Поэтесса Римма Дышаленкова отметила в творчестве Рубинского «сильные чувства, острые, пронизывающие пространство мысли, драматические метафоры».

## Педагогическая деятельность
Ведет спецкурсы и мастер-классы по поэзии и литературе, участвует в работе с одарёнными детьми.
В лицеях № 11, 31, 93 Челябинска вёл курс литературного мастерства по авторской программе «Развитие литературно-творческих способностей детей». Было выпущено несколько сборников поэзии и прозы его воспитанников,. На протяжении года публиковал творческо-педагогические эссе в журнале «Литература», рубрика «Спецпроект».
Вёл мастер-классы поэзии на Международной творческой школе «Новые имена» (ЮНЕСКО) в Суздале, и в Москве при Российском фонде культуры. Лев Оборин, участник творческой школы, на презентации журнала «Стержень» о мастер-классах Рубинского сказал: «Я не так давно был в том возрасте, в котором печатается основная часть авторов журнала, и имел удовольствие и счастье участвовать в мастер-классах Рубинского в Суздале и Москве, где меня поражало, как он всегда был готов придумать что-то новое для своих студийцев-воспитанников».
В 2001 году распоряжением Президента РФ премирован в числе педагогов, внёсших особый вклад в работу с одарёнными детьми.
Книга «Введение в детствоведение» перепечатывалась московскими журналами «Детское творчество» и «Credendo Vidas», второе издание книги вышло в 2013 году.

## Культуртрегерская деятельность
Соавтор (совместно с Адиком Абдурахмановым) художественно-просветительских проектов «Поэзия с оркестром» и «20 музыкальных шедевров, изменивших мир».
Автор идеи и руководитель концертного проекта с ведущими российскими артистами театра и кино «Нобелевские лауреаты России по литературе».
Составитель (совместно с И. Розиным) книги «Мифы и были Челябинска».
С 2016 года совместно с поэтессой Наталией Санниковой организовал и проводил в Челябинске фестиваль «InВерсия» (в рамках арт-фестиваля «Дебаркадер»), ставший заметным событием в литературной и поэтической жизни города и страны. По словам Геннадия Каневского, «трудно припомнить литературный фестиваль, который начинался бы так мощно, как началась InВерсия». По мнению «Вечернего Челябинска», InВерсия стала главным литературным мероприятием, а Константин Рубинский — культуртрегером 2016 года.
Автор идеи и ведущий (совместно с Наталией Санниковой) просветительской серии лекций «Подрамник. Разговоры о поэзии» в Челябинской галерее современного искусства «OKNO». Участник литературно-критических дискуссионных проектов (Москва).

## Театральная деятельность и спектакли
1994 — Это всё, что от вас осталось (композиция по произведениям Александра Вертинского). Композитор, аранжировщик. Постановка: Новый художественный театр, Челябинск.
1998 — Silentium (театральные медитации на стихи Осипа Мандельштама). Композитор, аранжировщик, автор литературной композиции. Постановка: Новый художественный театр, Челябинск.
2004 — Три призрака для скряги (святочные сновидения в 2 частях, композитор Евгений Кармазин). Драматург, автор стихотворных текстов. Постановка: Свердловский государственный академический театр музыкальной комедии под названием «Ночь открытых дверей». Награды спектакля: национальная театральная премия «Золотая Маска» (победа в 2 номинациях, в том числе «Лучший спектакль»); премия национального театрального фестиваля «Арлекин» («Лучший спектакль»), премия «Браво».
2005 — Храни меня, любимая (притча в двух частях, композитор Александр Пантыкин). Драматург (в соавторстве), автор стихотворных текстов. Постановка: Свердловский академический театр музыкальной комедии, Екатеринбург (2005, 2021), Белорусский государственный академический музыкальный театр (2023). Награды: премия «Браво»; номинация К. Рубинского на премию «Музыкальное сердце театра» как лучшего автора текстов к российскому мюзиклу.
2007 — Силикон (reality-мюзикл в двух действиях, композитор Александр Пантыкин). Драматург, автор стихотворных текстов. Постановки: Свердловский академический театр музыкальной комедии под названием «www.силиконовая дурa.net»; 2008 — Волгоградский музыкальный театр; 2010 — Одесский музыкальный театр им. Водяного под названием «Силиконовая дура»; 2011 — Железногорский музыкальный театр; 2012 — Оренбургский музыкальный театр под названием «Silicone». Награды спектакля: национальная театральная премия «Золотая Маска» (победа в 2 номинациях) .
2007 — Аркаим (хореографическая притча, композитор Татьяна Шкербина). Автор либретто. Постановка: Челябинское концертное объединение (первая версия — 2007 г., вторая версия — 2023 г). Награды: Государственная премия Губернатора Челябинской области.
2009 — Цыганская любовь (оперетта, композитор Франц Легар). Автор русской версии либретто. Постановка: Свердловский академический театр музыкальной комедии совместно с Будапештским театром оперетты.
2009 — Мёртвые души (гоголь-моголь в двух актах, композитор Александр Пантыкин). Автор сюжета (в соавторстве), драматург, автор стихотворных текстов. Постановки: Свердловский академический театр музыкальной комедии, 2011, 2024 — театр оперы и балета республики Коми, 2014 — Краснодарский театр музыкальной комедии, 2017 — Красноярский музыкальный театр,, 2022 — Иркутский музыкальный театр, 2023 — Калининградский музыкальный театр. Награды спектакля: Национальная театральная премия «Золотая Маска» (победа в 4 номинациях, в том числе, «Лучший спектакль»), Государственная премия республики Коми в области культуры и искусства, премия «Браво» (7 номинаций, в том числе «Лучший музыкальный спектакль»), Государственная премия Губернатора Свердловской области (2011).
2010 — Всё, что было не со мной (спектакль-акция). Автор идеи и литературно-драматургического монтажа вербатим. Постановка: Челябинский камерный театр. Награды спектакля: специальная номинация областного фестиваля «Сцена-2010».
2010 — Кировка (первый в истории Южного Урала авторский мюзикл, композитор Владимир Ошеров). Драматург, автор стихотворных текстов. Постановка: Челябинское концертное объединение. Награды (персонально): Государственная премия Губернатора Челябинской области.
2013 — Сирано (мюзикл по пьесе Э. Ростана, композитор Владимир Баскин). Драматург, автор стихотворных текстов. Постановки: Новосибирский музыкальный театр; Иркутский музыкальный театр им. Загурского; Северский музыкальный театр; Театр мюзикла при Свердловской государственной детской филармонии, Рязанский музыкальный театр. Награды спектакля: победа в номинации «Лучший спектакль 2015 года по итогам зрительского голосования» (Иркутск).
2013 — Чаплин («Chaplin») (бродвейский мюзикл К. Кертиса и Т. Меана). Автор русской версии. Постановка: Санкт-Петербургский Театр музыкальной комедии. Награды спектакля: национальная театральная премия «Золотая Маска» (победа в 3 номинациях, в т.ч. "Лучший спектакль").
2013 — Письма Печорину (драма в двух частях). Драматург. Постановка: Челябинский молодёжный театр.
2014 — Дело Макропулоса (музыкальный рецепт бессмертия в двух частях, по пьесе К. Чапека, композитор Владимир Баскин). Драматург, автор стихотворных текстов. Постановки: Челябинский молодёжный театр; 2015 — Иркутский музыкальный театр им. Загурского под названием «Секрет её молодости»; 2017 — Новосибирский музыкальный театр под названием «Средство Макропулоса»; 2018 — Одесский музыкальный театр им. Водяного под названием «Тайна Макропулоса»; 2019 — Рязанский музыкальный театр под названием «Средство Макропулоса», 2022 — Санкт-Петербургский театр "Мюзик-холл" под названием «Средство Макропулоса».
2014 — Белые ночи (опера по мотивам произведений Ф. Достоевского, композитор Евгений Кармазин). Драматург. Постановка: Театр современной оперы, Екатеринбург.
2014 — Се ля ви («C’est la vie») (мюзикл Грегори Опелки, США). Автор русской версии. Постановка: Свердловский академический театр музыкальной комедии.
2015 — Белый. Петербург (опера-мистерия по мотивам одноименного романа А. Белого, композитор Георгий Фиртич). Драматург, автор стихотворных текстов. Постановка: Санкт-Петербургский Театр музыкальной комедии),. Награды спектакля: национальная театральная премия «Золотая Маска» (победа в 2 номинациях), премия правительства Санкт-Петербурга в области культуры и искусства.
2015 — Венская кровь (оперетта, композитор Иоганн Штраус). Автор русской версии либретто. Постановка: Свердловский академический театр музыкальной комедии.
2017 — Ты меня любишь, Соня Кривая? (исторический псевдо-вербатим). Драматург (в соавторстве). Постановка: фестиваль «Дебаркадер» на площадке Челябинского исторического музея.
2018 — Великий Гэтсби (мюзикл по мотивам одноименного романа Ф. Фицджеральда, композитор Владимир Баскин). Автор поэтического либретто. Постановка: 2019 — Санкт-Петербургский театр Мюзик-Холл, 2020 — Калининградский музыкальный театр, 2021 — Красноярский музыкальный театр, 2022 — Новосибирский музыкальный театр. Награды: номинация на Всероссийскую театральную премию "Золотая маска" (2023), персональная премия К. Рубинского "Музыкальное сердце театра" в номинации "Лучший автор текстов к мюзиклу".
2018 — Моцарт vs Сальери (опера-буфф, композитор Евгений Кармазин). Драматург, автор стихотворных текстов. Постановка: Свердловский академический театр музыкальной комедии. Награды спектакля: премия «Браво» (победа в 4 номинациях), Государственная премия Губернатора Свердловской области (2020).
2019 — Отпетые мошенники (вестерн-мюзикл по мотивам новелл О’Генри, композитор Максим Дунаевский). Драматург. Постановка: Новосибирский музыкальный театр.
2019 — Фома (рок-мюзикл, композитор Юрий Шевчук). Драматург. Постановка: Новосибирский музыкальный театр. Награды спектакля: национальная театральная премия «Золотая Маска» (победа в 3 номинациях, в т.ч. "Лучший спектакль").
2020 — Ангел & Бес (саунд-пластик-треш, композитор Игорь Кривопалов-Москвин). Драматург. Постановка: театр "Манекен" (Челябинск).
2021 — Боккаччо (опера, композитор Франц Зуппе). Автор оригинальной русской версии. Постановка: Свердловский академический театр музыкальной комедии.
2021 — Вдоль по Дерибасовской (мюзикл по произведениям Михаила Жванецкого, композитор Владимир Баскин). Автор либретто. Постановка: Одесский музыкальный театр им. Водяного под названием "По Дерибасовской".
2022 — Ты не прощайся (музыкальная притча по произведениям Микаэла Таривердиева). Автор либретто (в соавторстве). Постановка: Свердловский академический театр музыкальной комедии.
2022 — Осторожно: танго! (музыкальный моноспектакль). Автор пьесы. Постановка: Санкт-Петербургский академический драматический театр им. В. Комиссаржевской.
2022 — Петр Первый (мюзикл, композитор Фрэнк Уайлдхорн). Драматург, автор стихотворных текстов. Постановка: Санкт-Петербургский Театр музыкальной комедии. Награды спектакля: премия правительства Санкт-Петербурга в области культуры и искусства (2022), национальная театральная премия «Золотая Маска» (победа в 1 номинации).
2023 — Веселая вдова (оперетта, композитор Франц Легар). Драматург, автор стихотворных текстов (новая версия). Постановка: Московский театр оперетты.
2023 — Айсвилль (мюзикл a capellа, композитор Евгений Загот). Драматург, автор стихотворных текстов. Постановка: Театр «Приют комедианта» (Санкт-Петербург). Награды спектакля: театральная премия «Музыкальное сердце театра» (победа в 6 номинациях, в т.ч. "Лучший спектакль малой формы"), национальная театральная премия «Золотая Маска» (победа в 2 номинациях, в т.ч. "Лучший спектакль").
2024 — Мистер Икс (оперетта, композитор Имре Кальман). Драматург (новая версия либретто). Постановка: Московский театр оперетты.
2024 — Гран-гиньоль, или Театр ужаса и смеха (музыкальный детектив, композиторы Максим Кошеваров и Александр Маев). Драматург, автор стихотворных текстов (в соавторстве). Постановка: Театр на Литейном (г.Санкт-Петербург).
2025 — Летят журавли (музыкальная драма, композитор Артур Байдо). Драматург, автор стихотворных текстов. Постановка: Иркутский музыкальный театр.
2025 — Фиалка Монмартра (оперетта, композитор Имре Кальман). Драматург, автор стихотворных текстов (новая версия либретто). Постановка: Московский театр оперетты. 

## Спектакли для детей
2008 — Вовка в 3D царстве (музыкальная сказка, композиторы Т. Шкербина (первая версия), В. Баскин (вторая версия). Драматург, автор стихотворных текстов. Постановки: 2008, 2012 — Дворец пионеров и школьников им. Крупской, Челябинск; 2012 — Белгородская государственная филармония; 2013 — Ивановский музыкальный театр; 2014 — Государственный театр оперы и балета имени И. М. Яушева; 2014 — Санкт-Петербургский театр Мюзик-Холл; 2015 — Свердловский театр музыкальной комедии; 2019 — Ростовский музыкальный театр, 2022 — Тюменская государственная филармония.
2010 — У Емели Новый год, или По щучьему велению (детский мюзикл, композитор М. Бушмелева). Драматург, автор стихотворных текстов. Постановки: 2010, 2014 — Дворец пионеров и школьников им. Крупской, Челябинск; 2011 — Свердловский академический театр музыкальной комедии; 2011 — Иркутский музыкальный театр им. Загурского; 2012 — Волгоградский музыкальный театр; 2013, 2017, 2020 — Саранский музыкальный театр; 2013 — Музыкальный театр республики Карелия; 2014 — Ростовский музыкальный театр; 2017 — Челябинский молодёжный театр, 2020-2022 — Крымский академический драматический театр, 2021 — Алтайский музыкальный театр.
2011 — Мальчик-звезда (детский мюзикл, композитор М. Бушмелева). Драматург, автор стихотворных текстов (в соавторстве). Постановка: 2011, 2019 — Дворец пионеров и школьников им. Крупской, Челябинск. Награды спектакля: Гран-при городского фестиваля «Новогодний переполох», лауреат Международного конкурса "Урал собирает друзей", лауреат детской премии «Андрюша».
2011 — Дюймовочка (композитор Т. Шкербина). Драматург, автор стихотворных текстов. Постановки: Челябинское концертное объединение; 2015 — Новосибирский театр «Орфеум». Государственная премия Губернатора Челябинской области (2011).
2013 — Двенадцать месяцев (новогодний мюзикл-сказка, композитор М. Бушмелева). Драматург, автор стихотворных текстов (в соавторстве). Постановка: Дворец пионеров и школьников им. Крупской, Челябинск.
2014 — Рикки-Тикки-Тави (музыкальная сказка). Автор стихотворных текстов. Постановка: Челябинский Камерный театр.
2015 — Стойкий оловянный солдатик (мюзикл-сказка, композитор М. Бушмелева). Драматург, автор стихотворных текстов. Постановка: Челябинский молодёжный театр (2015), Новошахтинский драматический театр (2021).
2015 — Тайна волшебного зеркала (музыкальная сказка, композитор М. Бушмелева). Драматург, автор стихотворных текстов (в соавторстве). Постановка: Дворец пионеров и школьников им. Крупской, Челябинск.
2016 — Аленький цветочек (мюзикл-сказка, композитор М. Бушмелева). Драматург, автор стихотворных текстов. Постановка: 2016, 2024 — Дворец пионеров и школьников им. Крупской, Челябинск, 2018 — Челябинский академический театр драмы им. Н. Орлова, 2018 — Саранский музыкальный театр, 2024 — Иркутский музыкальный театр.
2016 — Алиса в стране новогодних чудес (музыкальная сказка). Драматург, автор стихотворных текстов (в соавторстве). Постановка: Челябинская государственная филармония.
2017 — Невероятные приключения Умки (музыкальная сказка-ревю). Драматург. Постановки: Государственный музыкальный театр, Ростов-на-Дону; Дворец пионеров и школьников им. Крупской, Челябинск.
2017 — Сказка о потерянном времени (музыкальная сказка, композитор В. Ошеров). Драматург, автор стихотворных текстов. Постановка: Челябинская государственная филармония.
2018 — Золушка: сказка нашего Дворца (новогодняя музыкальная фантазия, композитор М. Бушмелева). Драматург, автор стихотворных текстов. Постановка: Дворец пионеров и школьников им. Крупской, Челябинск.
2018, 2022 — Семь волшебных лепестков (музыкальная сказка, композитор В. Ошеров). Драматург, автор стихотворных текстов. Постановка: Челябинская государственная филармония.
2018 — Снегурочка (музыкальная сказка, композитор В. Ошеров). Драматург, автор стихотворных текстов. Постановка: Челябинская государственная филармония.
2022 — Питер Пэн (мюзикл, композитор И. Левин). Драматург, автор стихотворных текстов. Постановка: Ростовский музыкальный театр (2022), Санкт-Петербургский детский музыкальный театр "Синяя птица" (2024).
2022 — Кот в сапогах (новогодний музыкальный блокбастер, композитор М. Бушмелева). Драматург, автор стихотворных текстов (в соавторстве). Постановка: Дворец пионеров и школьников им. Крупской, Челябинск.
2023 — Остров сокровищ (мюзикл, композитор Максим Кошеваров). Драматург, автор стихотворных текстов. Постановка: 2023 — Санкт-Петербургский Театр музыкальной комедии, 2024 — Омский государственный музыкальный театр.